# کلوا
کلوا نوعی نان شیرینی است که در شهرستان نهاوند از استان همدان واستان لرستان پخته می‌شود. کلوا به عنوان نان شیرینی نهاوند، در سال ۱۳۹۹ هجری شمسی جزو آثار ملی ایران به ثبت رسیده است. از آنجا که شیرینی آن به اندازه شیرینی‌های مرسوم نیست در زمره نان شیرینی قرار می‌گیرد. در شهرهای دیگر استان همدان و حتی استانهای همجوار نیز این نان شیرینی پخته می‌شود. در استان اراک این نان به نام فتیر (فطیر) معروف است. در خطه شمال و مازندران به آن کِلوا نون و تهن کلوا گفته می‌شود. در استان لرستان با همان نام کلوا شناخته می‌شود. مرسوم است مردم نهاوند پیش از عید نوروز و پیش از ماه مبارک رمضان، کلوا می‌پزند تا در آن روزهای سال نو و روزهایی که روزه می‌گیرند از این نان شیرینی تناول کنند. در روزگاران قدیم مرسوم بوده است تا این نان را برای تازه عروسان بفرستند.

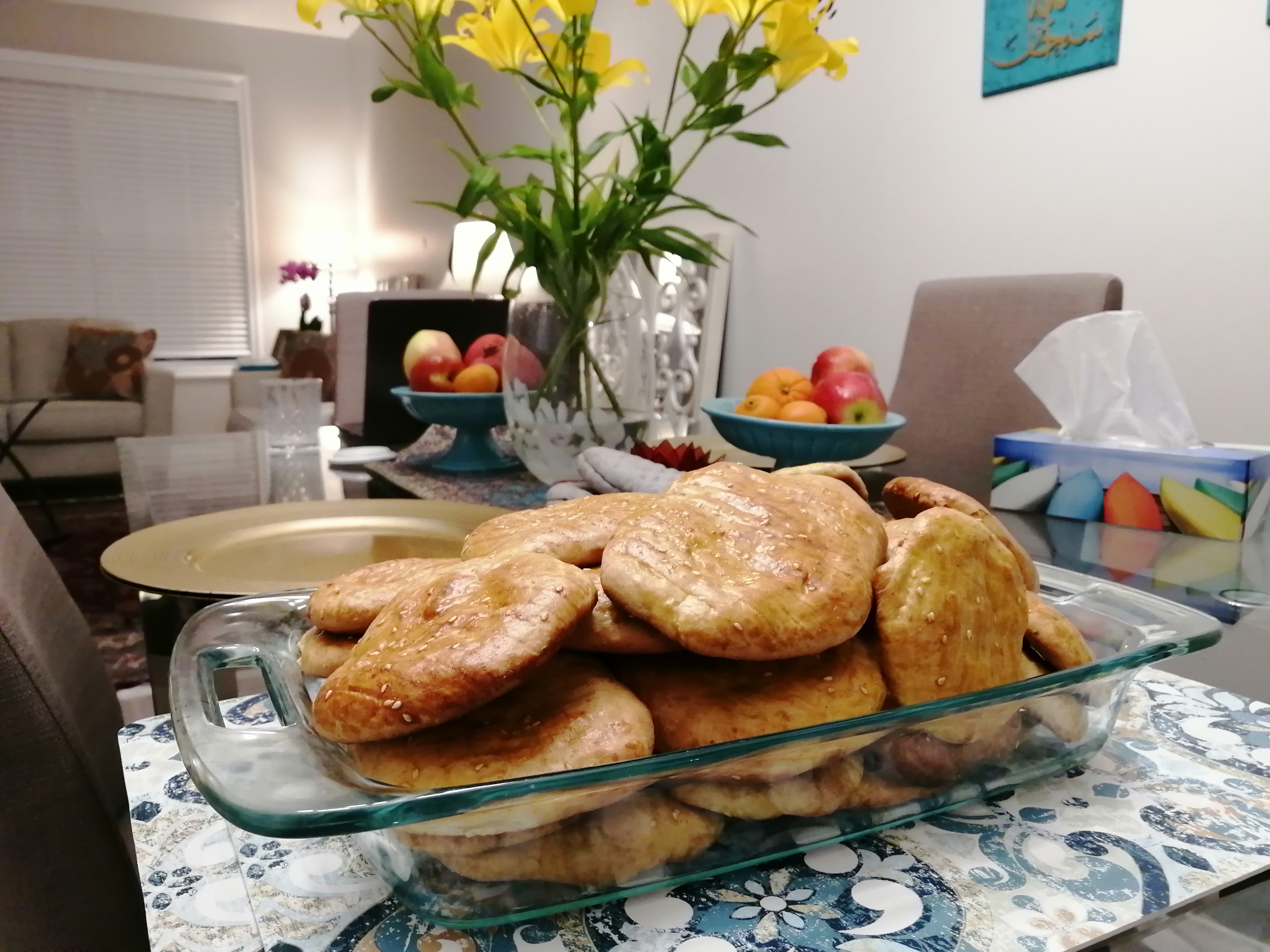
تصویری از یک ظرف کلوای نهاوندی پخته شده توسط فر برقی با رومال زرده تخم مرغ و کنجد

## دستور پخت
مواد تشکیل دهنده این شیرینی عبارت است از آرد گندم، شکر، زعفران (انتخابی)، کنجد (برای رومال)، رازیانه (انتخابی)، روغن (یا روغن محلی)، زرده تخم مرغ، مایه خمیر (یا مخمر نان)، و آب (شیر) که با مخلوط کردن آنها خمیری بدست می‌آید. خمیر بدست آمده را با دست یا دستگاه خمیرزنی ورز می‌دهند تا خمیر حالت کشسانی به خود بگیرد. با توجه به مقدار مایه خمیر و دمای محیط باید صبر کرد تا خمیر اصطلاحاً ور آید. خمیر ورآمده حجمی دوبرابر پیدا می‌کند و به دست نمی‌چسبد. بهتر است خمیر در دمای ۲۶ درجه سانتیگراد، ۸ ساعت استراحت کند تا آماده پخت شود. از خمیر ورآمده چانه گرفته می‌شود و سپس چانه‌ها را در ابعاد کوچک پهن می‌کنند. سپس آن را قنج (تزئین) می‌دهند و رومال می‌زنند. آنگاه در تنور یا فر آشپزی می‌گذارند تا پخته شود.

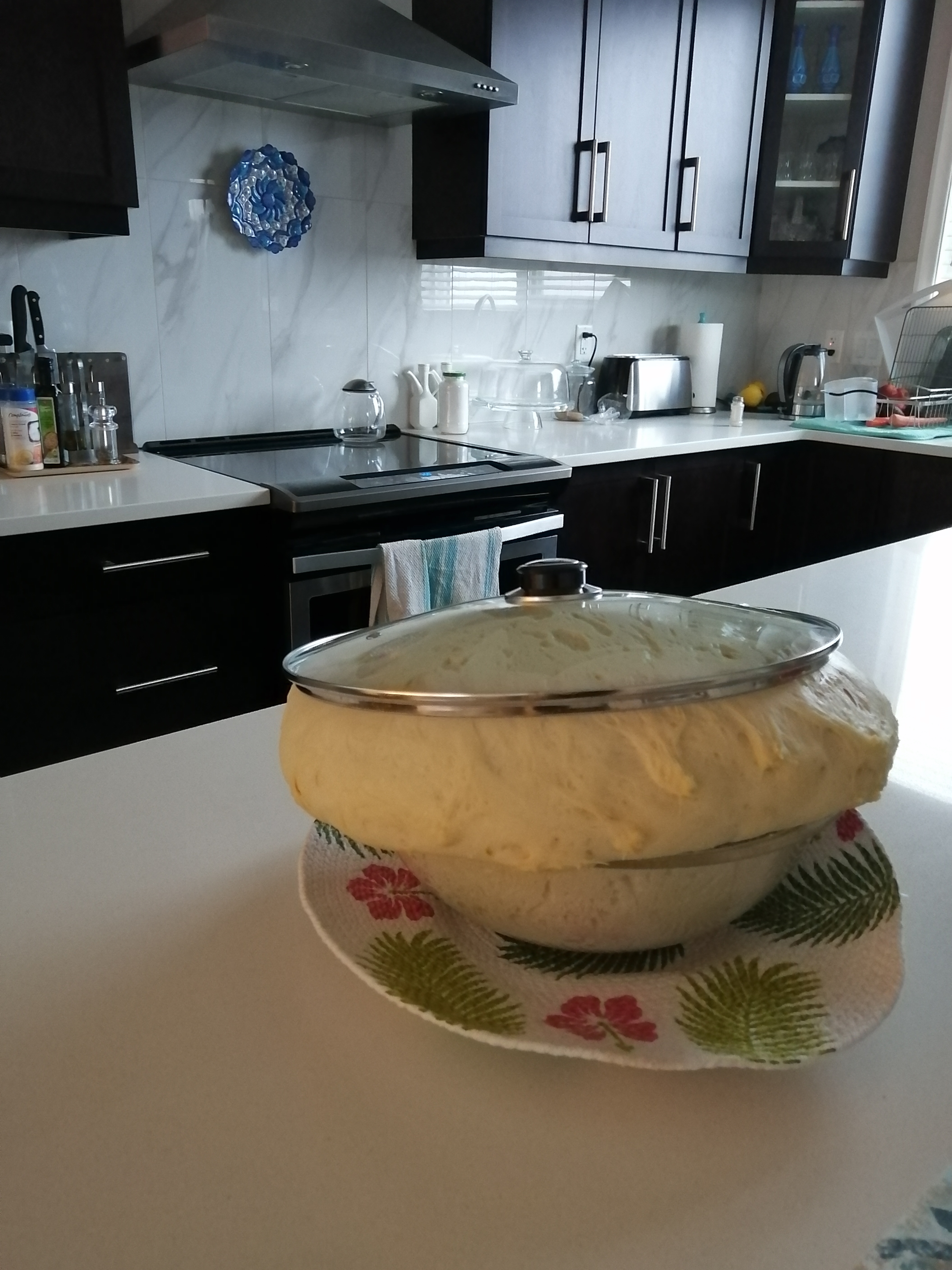
خمیر ورآمده و آماده پخت برای کلوای نهاوندی تا دو برابر حجم اولیه خمیر افزایش حجم خواهد داشت. بنابر این در انتخاب ظرف خمیر باید دقت نمود. این خمیر در دمای ۲۶ درجه سانتیگراد بمدت ۸ ساعت نگهداری شده است تا بدین شکل آماده چانه زنی و پخت گردد

نسبت مواد تشکیل دهنده به این صورت است:
1. آرد - یک کیلوگرم
2. شکر ۳۳۰ گرم - یک سوم وزن آرد
3. روغن جامد یا حیوانی ۱۷۰ گرم - یک ششم وزن آرد
4. آب یاشیر ۳۳۰ میلی لیتر - یک سوم وزن آرد
5. رازیانه ۲۵ گرم - کافی است در درون خمیر هر عدد کلوای پخته شده سه دانه رازیانه موجود باشد
6. مایه خمیر ۱۰۰ گرم - یک دهم وزن آرد
7. رومال شامل زرده تخم مرغ، ۲ قاشق غذا خوری شیر، کمی زعفران و کمی کنجد بدون پوست